# Sajószentpéter
Sajószentpéter ist eine ungarische Stadt im Kreis Kazincbarcika im Komitat Borsod-Abaúj-Zemplén. Zur Stadt gehören die Ortsteile Dusnokpuszta und Újbányatelep.

## Geografische Lage
Sajószentpéter liegt in Nordungarn, 10 Kilometer nördlich des Komitatssitzes Miskolc, am rechten Ufer des Flusses Sajó. Nachbargemeinden sind Kazincbarcika, Edelény und Sajóbábony.

## Söhne und Töchter der Stadt
- Gábor Fülep (1739–1823), Bischof
- József Lévay (1825–1918), Dichter und Übersetzer
- Sándor Pécsi (1922–1972), Schauspieler
- Gyula Feledy (1928–2010),  Grafiker und Künstler
- Pál Barczi (1933–2003), Grafiker und Maler
- István Varga (* 1956), Geschäftsmann und Minister
- János Koszta (* 1959), Fußballspieler
- Anikó Nagy (* 1970), Handballspielerin

## Städtepartnerschaften
- Dobšiná, Slowakei
- Kobiór, Polen
- Šternberk, Tschechien

## Sehenswürdigkeiten
- Bergbau-Denkmal (Bányász-emlékmű)
- Glasfabrik Sajószentpéter (1894 gegründete Glasfabrik beschäftigte damals mehr als tausend Menschen)[1]
- Diskuswerfer-Statue (Diszkoszvető), erschaffen 1955 von János Pándi Kiss
- Frauenfigur-Skulptur (Női figura), erschaffen 1973 von Sándor Nagy
- Freilicht-Bergbaumuseum (Szabadtéri bányászmúzeum)
- Géza-Pattantyús-Ábrahám-Büste, erschaffen von Éva Varga
- Glasbläser-Denkmal (Üvegfúvó munkás), erschaffen 1955 von Lajos Petri
- Griechisch-katholische Kirche Szent Péter főapostol
- Heimatmuseum (Tájház)
- József-Lévay-Büste, erschaffen von 1988 von Iván Paulikovics
- 1956er-Gedenkstätte (1956-os emlékhely), erschaffen von Borbála Szanyi
- Pál-Thúri-Farkas-Gedenksäule, erschaffen von Mihály Kovács
- Reformierte Großkirche
- Reformierte Kirche, erbaut 1958
- Römisch-katholische Kirche Magyarok Nagyasszonya im Ortsteil Dusnokpuszta
- Römisch-katholische Kirche Szent István király, erbaut 1765 im Zopfstil (Spätbarock), 2008 restauriert
- Römisch-katholische Kapelle Szeplőtelen Fogantatás
- Sándor-Pécsi-Relief (Pécsi Sándor-dombormű), erschaffen von Ágnes Máger und István Tyukodi
- Weltkriegsdenkmal (Háborús emlékmű), erschaffen von Éva Varga

## Verkehr
Durch Sajószentpéter verläuft die Hauptstraße Nr. 26, von der im östlichen Teil der Stadt die Hauptstraße Nr. 27 abzweigt, die nach Tornanádaska und weiter bis zur slowakischen Grenze führt. Die Stadt ist angebunden an die Eisenbahnstrecke von Miskolc über Kazincbarcika und Putnok nach Ózd.

## Bilder

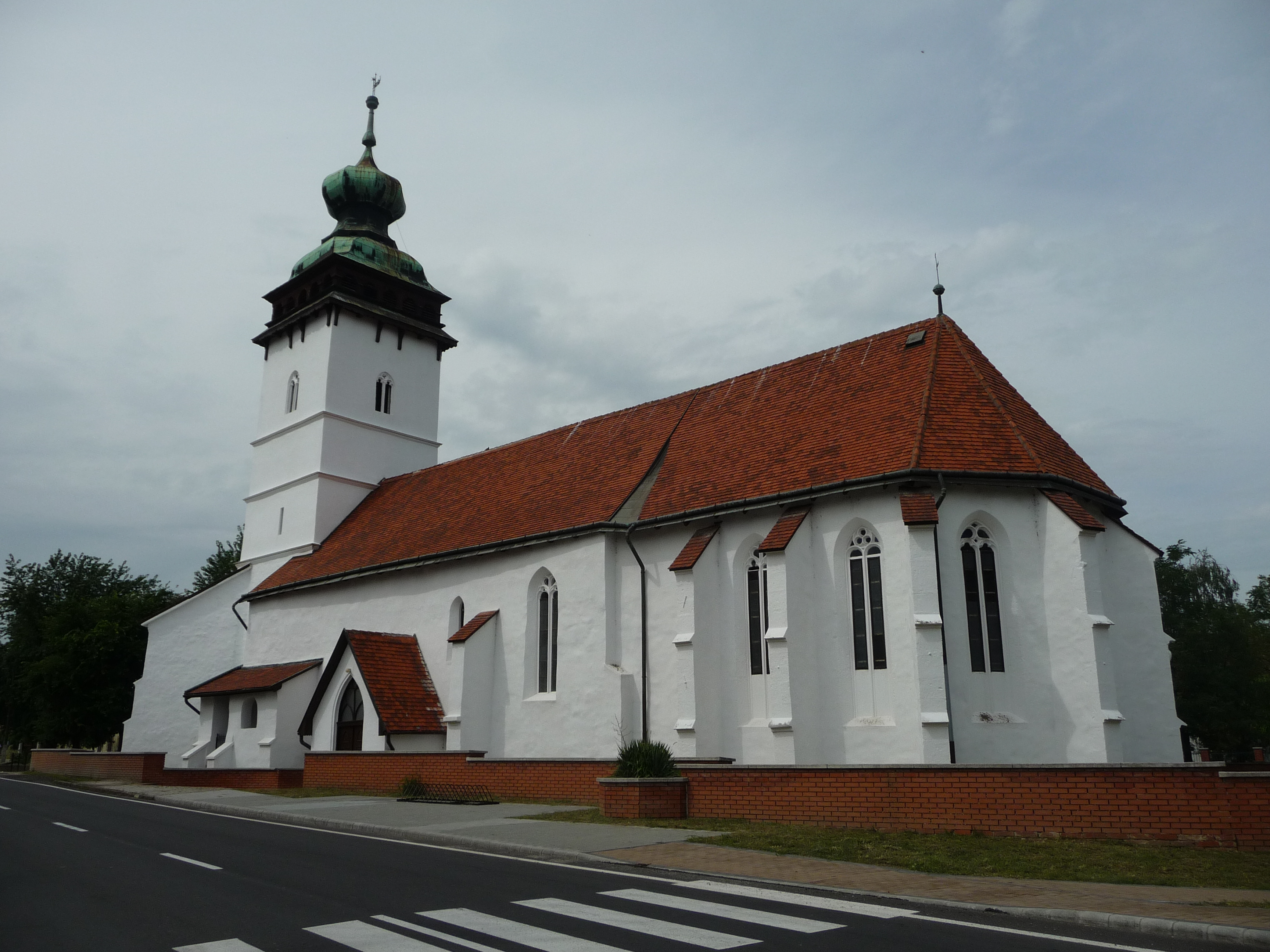
Reformierte Großkirche
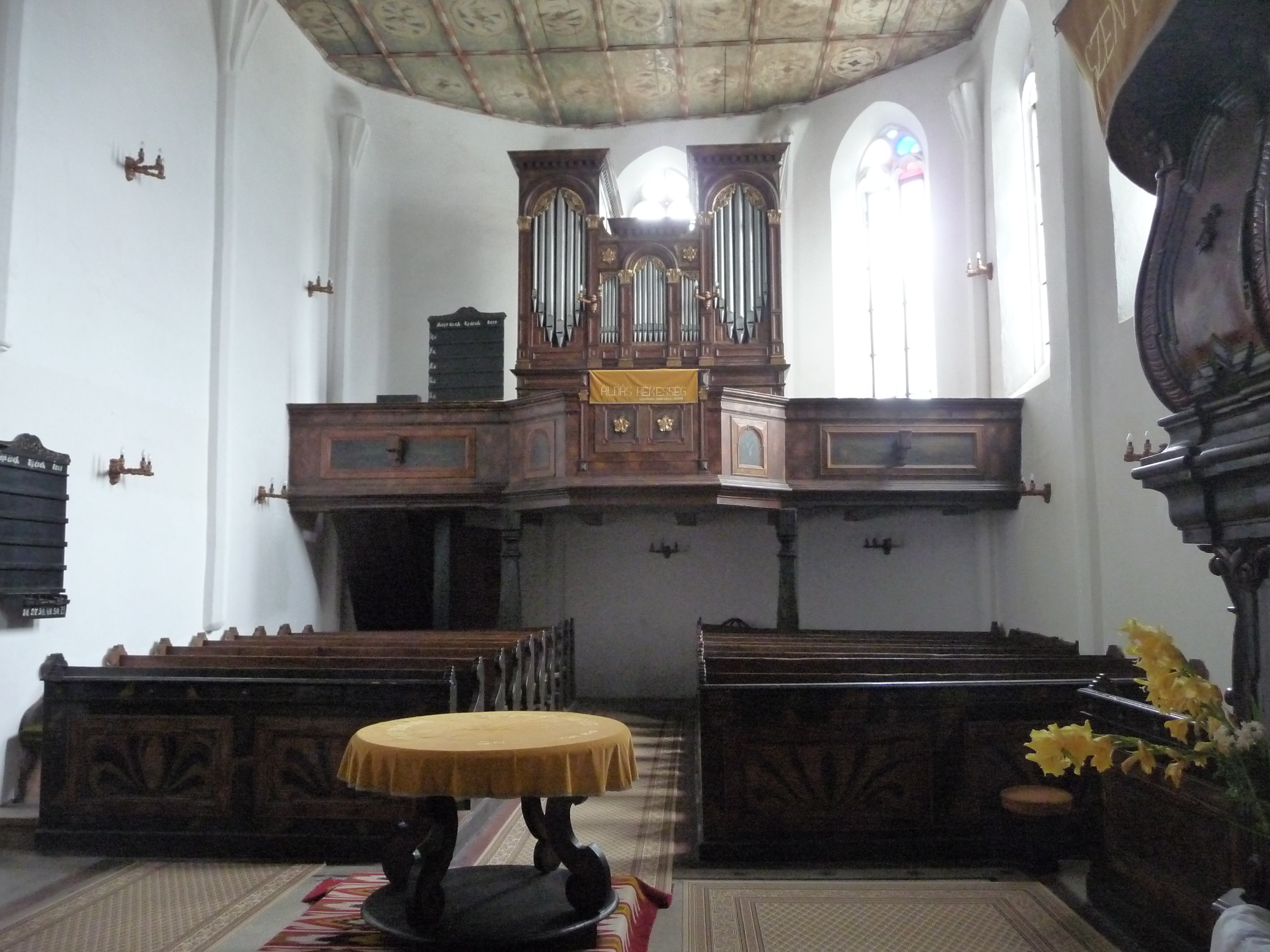
Blick auf die Orgel der Großkirche
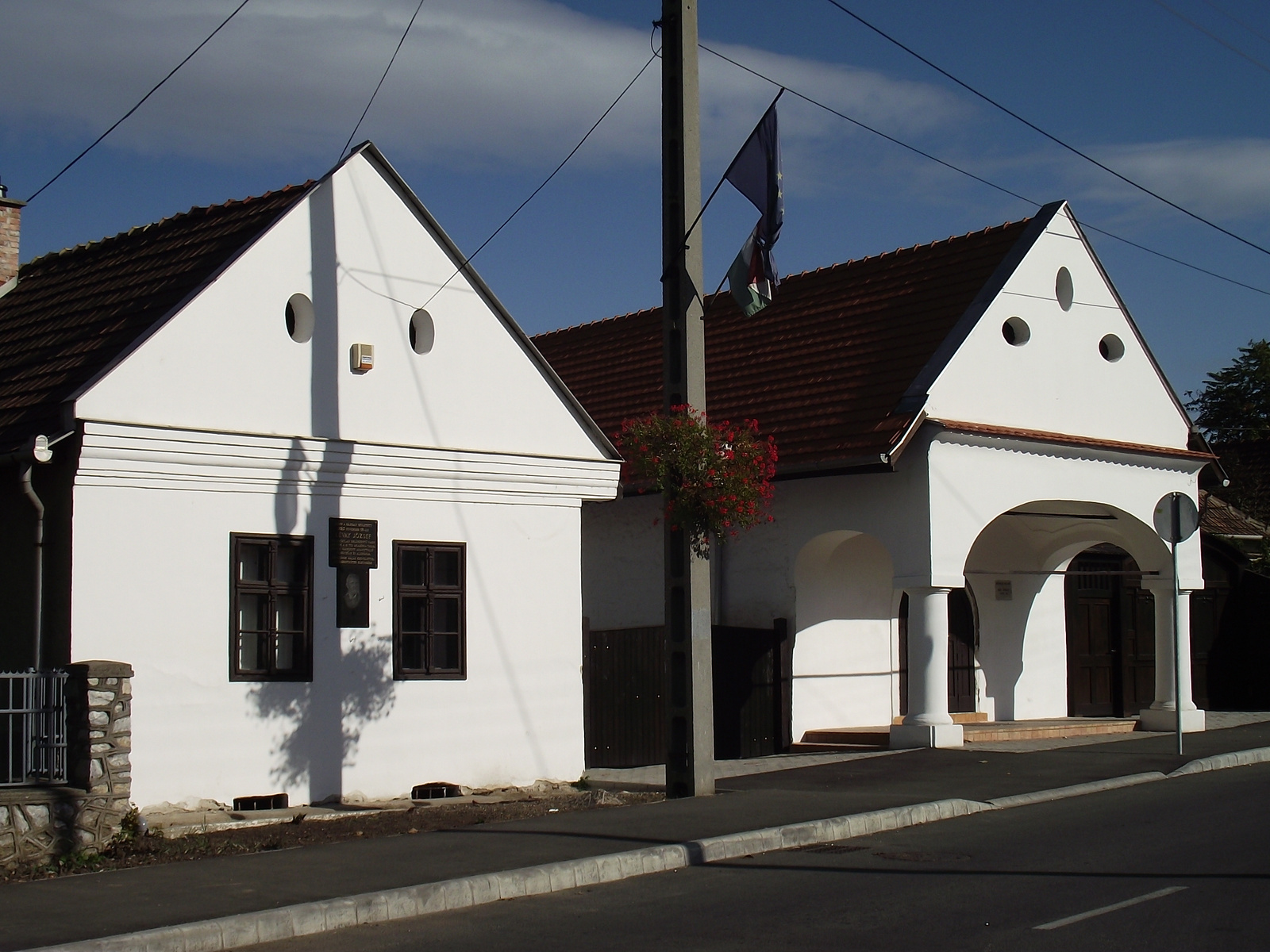
Traditionelle Wohnhäuser
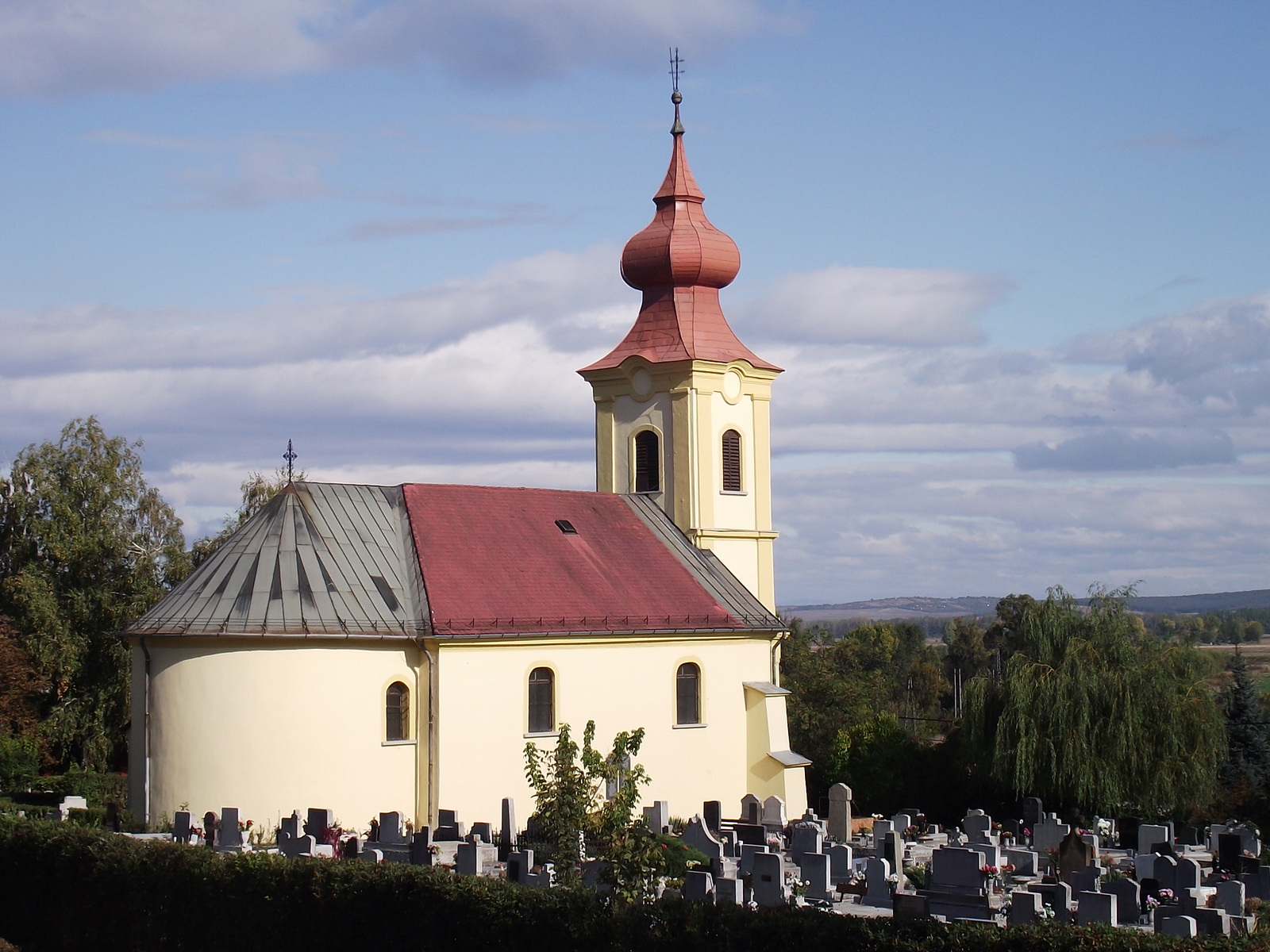
Röm.-kath. Kirche
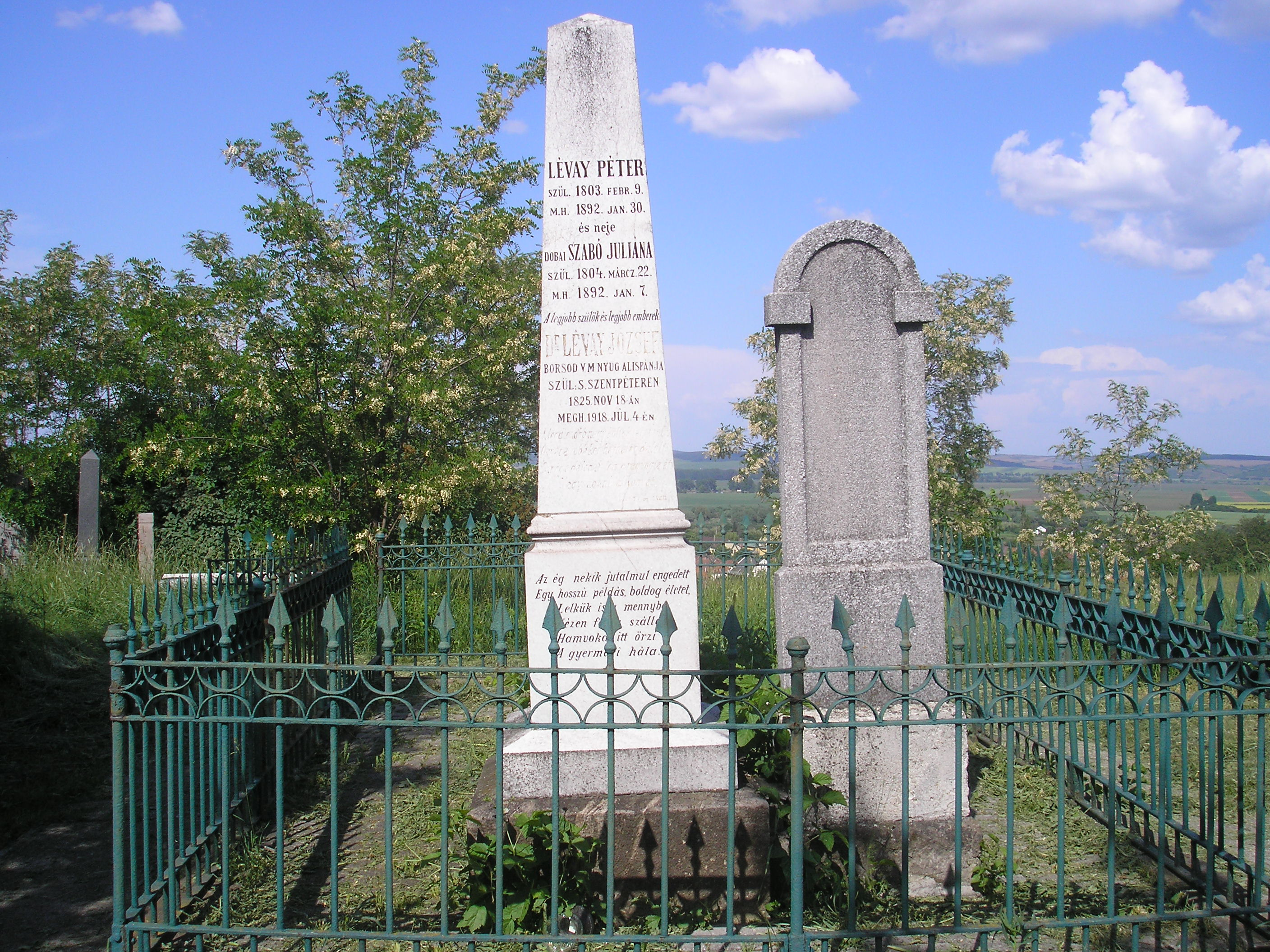
Grabstätte von József Lévay und seiner Frau